# Cholnoky Jenő

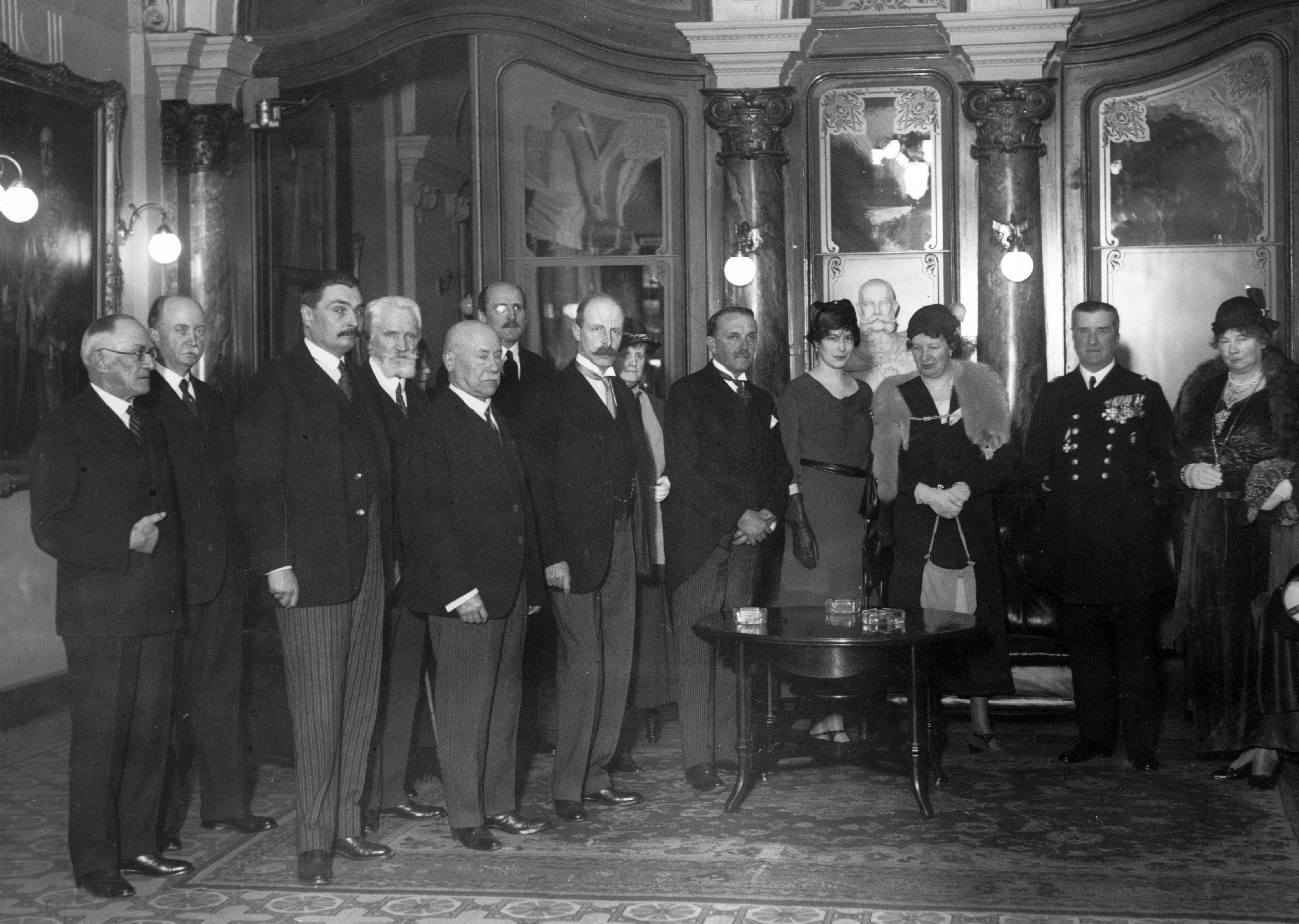
Váci utca 38. Országos Tiszti Kaszinó. A felvétel 1934. március 19-én készült Percy Thomas Etherton ezredes előadása alkalmával, melyet a Mount Everest átrepüléséről tartott. Balról 1. Boér Elek egyetemi tanár, 2. Paikert Alajos múzeumigazgató, 3. báró Villani Lajos diplomata, 4. Dr. Cholnoky Jenő földrajztudós, 5. Lukács György jogász, miniszter, 6. József főherceg, 7. P. T. Etherton ezredes, 9. báró Perényi Zsigmond politikus, koronaőr. Jobbról 1. Auguszta főhercegasszony, 2. Horthy Miklós kormányzó, 4. Magdolna főhercegnő.

Csolnokosi Cholnoky Jenő (Veszprém, 1870. július 23. – Budapest, 1950. július 5.) magyar földrajztudós, író, egyetemi tanár, jelentős tudományos társaságok elnöke, a Magyar Tudományos Akadémia tagja és a magyar geográfia legnagyobb tudósainak egyike.

## Élete
A nemesi származású csolnokosi Cholnoky család sarja. Apja csolnokosi Cholnoky László (1835–1901), köz- és váltó-ügyvéd, Veszprém város kiérdemelt tiszti főügyésze, anyja zombathfalvi Zombath Krisztina (1842–1934). Az apai nagyszülei csolnokosi Cholnoky Ferenc (1808–1876), Veszprém város tiszti orvosa és Reviczky Karolina (1809–1882) voltak. Az anyai nagyszülei zombathfalvi Zombath Antal, győri ügyvéd és sághi Sághy Leopoldina voltak. Bátyja Cholnoky Viktor, öccse Cholnoky László volt. Középiskoláit Veszprémben és Pápán végezte. Érdeklődése már ebben a korban a földrajzra irányult, gimnazista korában írta első „földrajzkönyveit”. Apja azonban nem a Budapesti Tudományegyetemre, hanem a Királyi József Nádor Műegyetemre íratta be, mondván: a tanárok mind szegények. Egyetemi tanulmányait Budapesten végezte, előbb a Műegyetem vízépítési szakán, később filozófiai doktorátust szerzett.
A Műegyetem vízépítési tanszékén kapott tanársegédi állást Klimm Mihály professzor mellett. Közben megismerkedett id. Lóczy Lajossal, az akkor már világhírű földrajztudóssal és Ázsia-kutatóval, aki 1894-ben meghívta őt maga mellé asszisztensnek a Tudományegyetem földrajzi tanszékére.
Lóczy ajánlására 1896-ban szerény ösztöndíjjal Kínába ment tanulmányútra. Mestere azzal a feladattal bízta meg, hogy tanulmányozza a Kínai-alföld nagy folyóinak deltavidékét, derítse fel a Sárga-folyó és a Jangce mederváltozásainak okait és körülményeit. Utazása közel két évig tartott, ezalatt feldolgozta a deltavidékek hidrográfiáját, felfedezett egy nagy lávamezőt Mandzsúriában, és a néprajztudomány számára is értékes anyagot gyűjtött. Naplója 1235 rajzot tartalmaz, köztük sok vízépítmény és különféle mérnöki pontosságú ábrázolást. Kínából hazatérve adjunktussá léptették elő, és a mérnöki diplomája mellé megszerezte második doktori oklevelét, majd nem sokkal később a leíró földrajz magántanárává habilitálták.
1898-ban feleségül vette a nála 3 évvel idősebb Barrois Petronellát, akinek tőle három gyermeke született: Béla (1899–1972), Tibor (1901–1991) és Ilona (1903–1945). Családjával ekkor Budapesten, az erzsébetvárosi Elemér (ma Marek József) utca 41. alatt lakott. Bélából a botanika híres tudósa, Tiborból Kossuth-díjas műegyetemi tanár lett. Ilona lánya az ostrom alatt, 1945 februárjában halt meg Budapesten.
1905-ben a kolozsvári tudományegyetemre nyilvános rendes tanárnak nevezték ki, és megbízták a tanszék vezetésével. 
1912 augusztus-októberében az Amerikai Földrajzi Társaság meghívására  Teleki Pállal nagy körutat tett az Amerikai Egyesült Államokban. 
15 évet töltött Kolozsváron, magas színvonalra emelte az egyetemi oktatást, közben részletesen tanulmányozta és leírta Erdély természeti viszonyait. Első felesége hosszú betegeskedés után, 1917 márciusában elhunyt. Még ugyanebben az évben feleségül vette a nála 19 évvel fiatalabb, ám már régebb óta jól ismert és egész családja által nagyon szeretett, brassói szász származású Fink Idát, aki hűséges társa lett egészen 1945-ben bekövetkezett haláláig. Szomorú év volt ez az idős tudós életében, hiszen ugyanebben az évben veszítette el egyetlen lányát is.
1919-ben a románok bevonulása után menekülnie kellett Kolozsvárról. Budapesten földrajzi szakértőként beosztották a béketárgyalásokat előkészítő bizottságba.

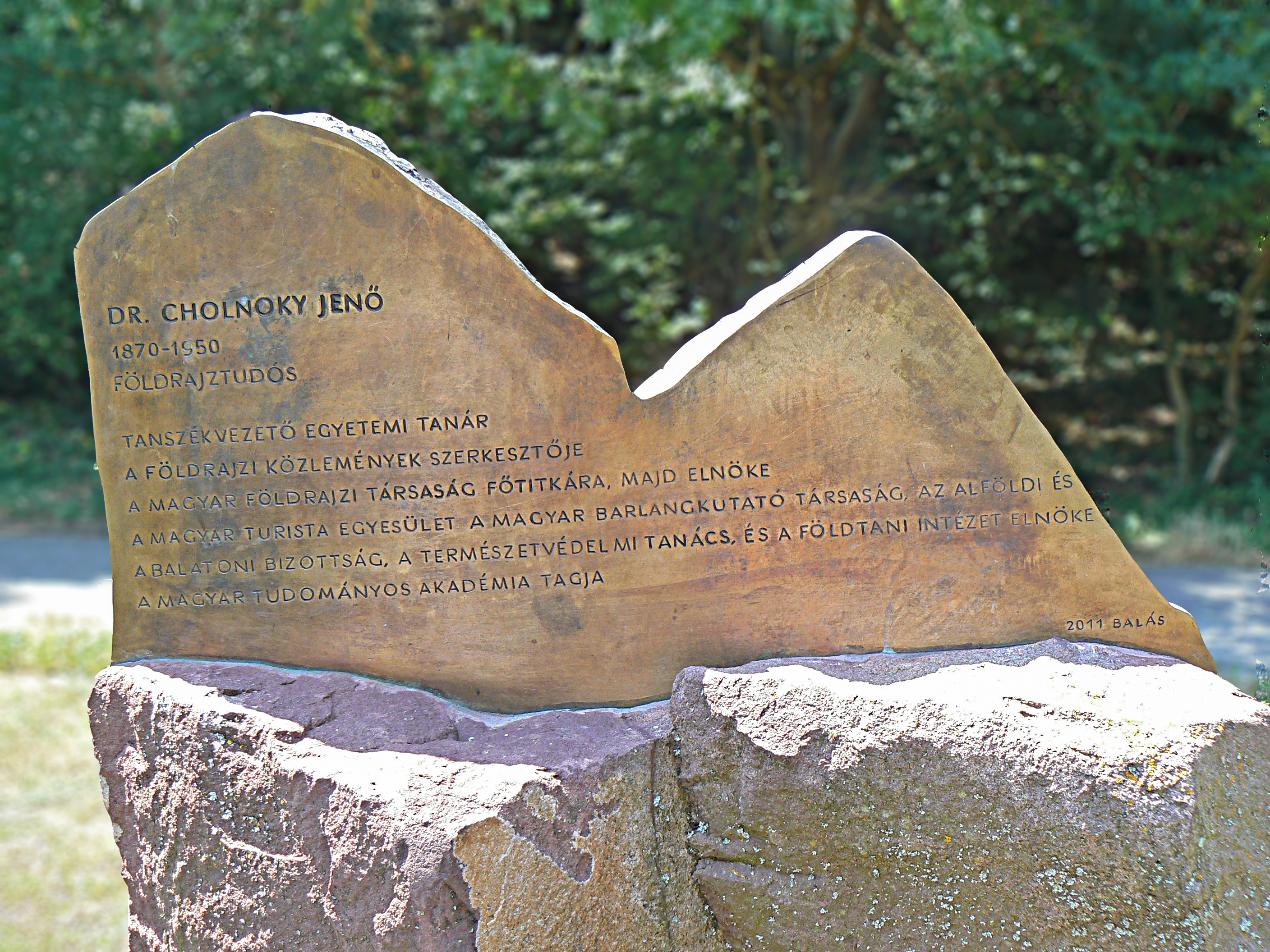
A Tamás-hegy és a Péter-hegy sziluettjét ábrázoló dombormű a füredi Cholnoky-emlékparkban elhelyezett hasábkövön (Balás Eszter alkotása)

A Magyarország Területi Épségének Védelmi Ligája jeles tagja, amelyben fontos szerepet töltött be Karafiáth Jenő, Kelemen Kornél, Lázár Andor, Lázár Ferenc, Milotay István és Pethő Sándor, első elnöke pedig lóczi Lóczy Lajos volt, Urmánczy Nándor mellett.
1920-ban a Magyar Tudományos Akadémia levelező tagjává választotta, a következő évben pedig kinevezték a Budapesti Pázmány Péter Tudományegyetem tanszékvezető tanárává. Kifosztott, elhanyagolt tanszéket örökölt elődjétől, Czirbusz Gézától, de kitartó munkával újra nemzetközi színvonalra emelte a hazai földrajzoktatást. Rengeteget dolgozott, 20 000 oldalnyi jegyzet, számtalan illusztráció maradt fenn utána. Remek előadó volt, aki felkészülten adott elő tanítványainak. Szorgalmazta Magyarország nemzetközi bemutatását megfelelő illusztrált ismertetők révén. Tanítványai sorából olyan kiváló professzorok emelkedtek ki, mint Bulla Béla, Kéz Andor, Szabó Pál Zoltán, Kádár László. Hetvenéves volt, amikor 1940-ben nyugalomba vonult. A második világháború végének szörnyűségeit Balatonfüreden vészelte át. 1945 tavaszán itt esett áldozatul a bevonuló szovjet „felszabadítók” kegyetlenségének második felesége. Ő azonban otthonában szakadatlanul dolgozott tovább majd nyolcvanéves korában bekövetkezett haláláig, sőt 1946-ban harmadszor is megnősült – Vadas Jolánt vette el.

## Munkái
- Cholnoky Jenő a magyar földrajztudomány legnagyobb tudósainak egyike. Hunfalvy János és id. Lóczy Lajos munkásságának folytatója. Tudományos kutatásainak területe tág határok között mozgott, a geográfián kívül maradandót alkotott a hidrológiában és a klimatológiában is.
- A természeti földrajzon belül elsősorban a felszínalaktant (geomorfológia) művelte. Mintegy 50 könyvet adott ki, továbbá 700 különféle tudományos dolgozata és népszerű cikke jelent meg.
- Szerkesztette a „Balatoni szemle” című lapot.
- Szerte az országban több ezer népszerű földrajzi előadást tartott. Ő vetített először színes diaképeket Magyarországon, amelyeket maga állított elő fekete-fehér diapozitívok átfestésével. A mérnöki pontosságú szakmai rajzokon kívül mesteri grafikákat készített és művészi tájképeket (akvarellben) festett.

## Társadalmi szerepe
Erősen nemzeti érzelmű tudós volt, haláláig nem tudott belenyugodni a trianoni diktátumba. Magyarország számára mindig a Kárpát-medence maradt. Írásaiban kiemelte, hogy a magyarok nem „barbárként” jöttek Európába, hanem magas kultúrájú nép, a kengyelt, a patkót, a kocsit, a csizmát is ők hozták be a vén földrészre. Hazánk és népünk egy ezredéven át című, nagy nemzetközi érdeklődést kiváltó könyve után Nobel-díjra is fölterjesztették, de stockholmi személyes előadásának meghallgatása után visszakoztak, mondván: ilyen „nacionalista” tudós nem illik bele abba a kozmopolita világba. 1949-ben az új, kommunista kurzus pedig itthon is megvonta akadémiai tagságát, a Magyar Földrajzi Társaság (amelynek elnöke volt) felszámolásával együtt.
Kolozsvári tanárként az Erdélyi Kárpát-Egyesület (EKE) elnöke volt. A Magyar Turista Egyesületnek előbb vidéki választmányi tagja (1908–1917), majd 1920-tól elnöke volt egészen az MTE 1946-ban történt feloszlatásig. A Magyar Turista Szövetség társelnöke 1918–1923 és 1940–1941 között. Úttörőként vett részt a Balaton tudományos tanulmányozásában is.
Az eredetileg keletkutatásra szerveződött, 1910-ben megalakult Turáni Társaság (Magyar Ázsia Társaság) elnökségének tagja volt. A mozgalom céljául a magyarság ősi gyökereinek feltárását jelölték meg. Az első világháború után drámaian megváltozott politikai helyzetben heves vita bontakozott ki a társaságban a turáni fogalom értelmezéséről, így előbb a Teleki vezette, a tudományos kutatást előtérbe helyező Kőrösi Csoma Társaság vált ki, majd 1920-ban megalakult a Magyar Turán Szövetség, mely utóbbi „nagyvezérévé” Cholnokyt tették meg. Ez céljaiban nem tért el jelentősen a Turáni Társaság által megfogalmazott alaptételektől (a turáni népek megismertetése, a velük való együttműködés kialakítása stb.), de értelmezésében és eszközeiben jóval radikálisabb volt. 1923-ban Cholnoky visszatért az anyaszervezetbe, amely jórészt változatlan programmal, a régi, erősen konzervatív turanizmus jegyében folytatta működését.
A Magyarországi Turán-Szövetség meg akarja tanítani a magyar embert arra, hogy a magyar turáni eredetű nép, büszke lehet eredetére, nem jött-ment, bizonytalan eredetű néptöredék, hanem ősi nyelven beszél dicsőséges történelemről, hazaszeretetről és művelt lelkű emberszeretetről. (…) Turániak vagyunk! És a turániakkal szövetkezve újra akarjuk építeni Szent István, Szent László, Nagy Lajos, Hollós Mátyás békés, boldog birodalmát.

## Emlékezete

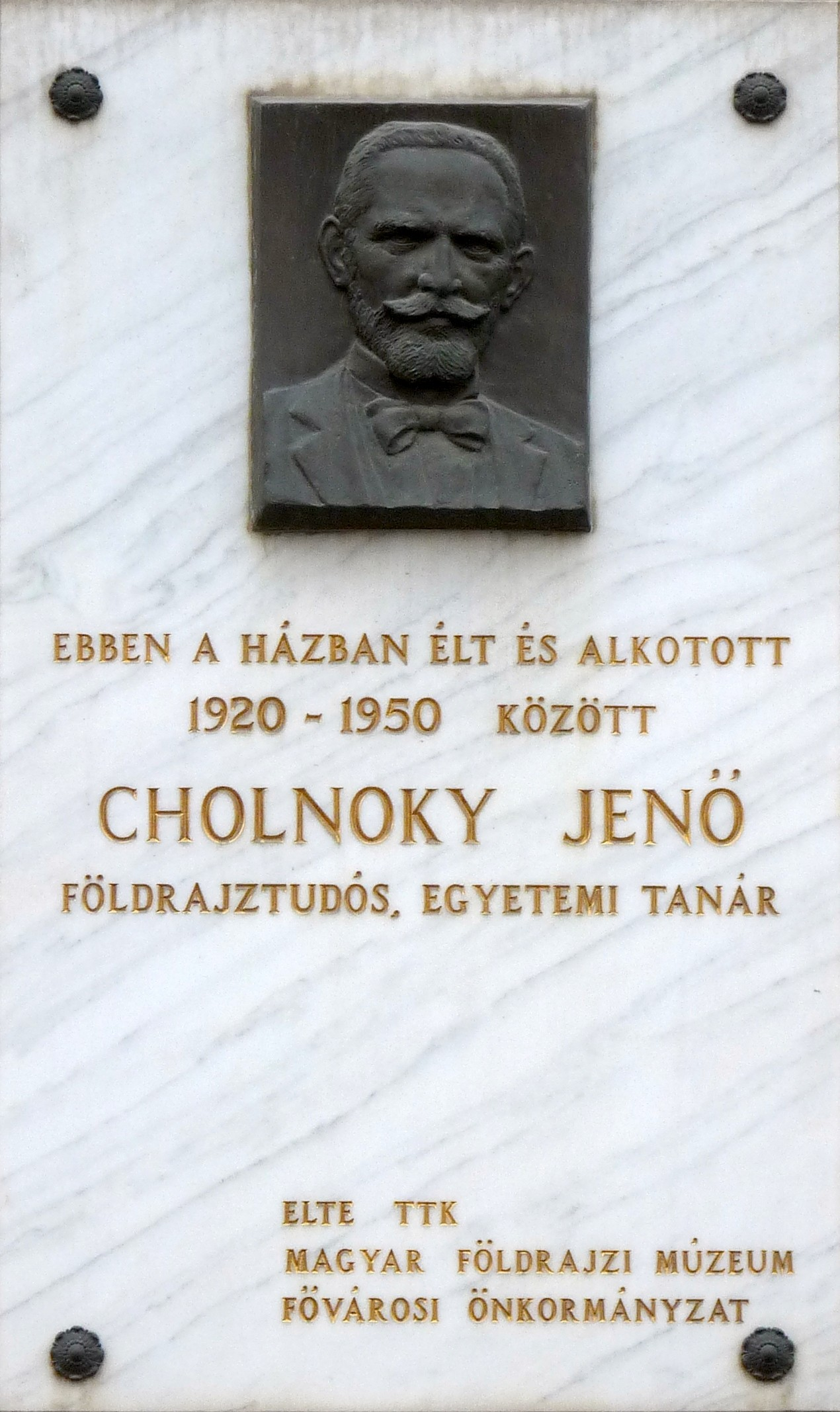
Cholnoky Jenő emléktáblája, Józsefváros, Gyulai Pál u. 1. sz.

- Cholnoky Jenő sírja Budapesten, a Kerepesi temető: 33-2-31. sírhelyen található.[13]
- Szülővárosában, Veszprémben városrész (Cholnokyváros) és az azt délnyugat-északkeleti irányban kettészelő utca őrzi a nevét.[14]
- Emléktábla jelzi a józsefvárosi Gyulai Pál utcában, hogy ott lakott 1920 és 1950 között.
- Cholnoky emlékpark, Balatonfüred: a Nők a Balatonért Egyesület arácsi csoportja – Kutas Árpád, az akkori alpolgármester, az Arácsért Alapítvány és az Arácsi Seniorok Társasága segítségével – hozta létre a Koloska-völgyhöz vezető úton, önkormányzati területen, Kasszián Ágota tájépítész tervei alapján. 2011-ben az önkormányzat ajándékaként egy permi vöröshomokkő emlékkövet is felavattak, amit Szalai Tibor asztalosmester készített el. Erre a hasábkőre kerültek Balás Eszter szobrászművész alkotásai, dr. Cholnoky Jenő portrédomborműve, az emlékoszlop tetején pedig a völgyet közrefogó Tamás- és Péter-hegy sziluettje látható.[15][16][17]
- Sátoraljaújhelyen, a várost övező hegyek karéjában, az egykori vulkáni kaldera közepén található a nevét viselő Cholnoky-gejzírkúp,
- Kolozsváron Cholnoky Jenő Földrajzi Társaság működik.[18]

## Jelentősebb művei
1. A Föld-globus és annak használás-módja. Különös tekintettel a Kogutowicz és Társa Magyar Földrajzi Intézetében készült globusokra; Kogutowicz, Bp., 1896
2. A Balaton limnológiája, Budapest, 1897
3. A sárkányok országából. Életképek és útirajzok Khinából; Köves–Boros, Veszprém, 1900
4. A futóhomok mozgásának törvényei, Budapest, 1902
5. A levegő fizikai földrajza; Magyar Földrajzi Intézet, Bp., 1903 (A tudományos földrajz kézikönyvei)
6. Folyószabályozás és talajjavítás Khínában; s.n., Bp., 1905
7. Cholnoky Jenő–Kövesligethy Radó: A világegyetem. A Föld és a csillagvilág fizikai tüneményeinek ismertetése.; Athenaeum, Bp., 1906 (A műveltség könyvtára)
8. A Föld : a Föld múltja, jelene és felfedezésének története, Athenaeum, Bp., 1906
9. A Balaton jege, Budapest, 1907
10. Nagy tudósok; összeáll. Cholnoky Jenő; Singer-Wolfner, Bp., 1912
11. Földrajzi képek; Élet, Bp., 1914 (Az "Élet" könyvei)
12. A jég-világ. A sark-kutatások története; Országos Monografia Társaság, Bp., 1914
13. Az Adria és partvidéke; Magyar Adria Egyesület, Bp., 1915 (Magyar Adria könyvtár)
14. Amerika; Franklin, Bp., 1917
15. A Balaton hidrográfiája, Budapest, 1918
16. Az új magyar határ bírálata; Egyetemi Ny., Bp., 1921
17. Az emberföldrajz alapjai, Budapest, 1922
18. Általános földrajz I–II., Pécs-Budapest, 1923
19. A földfelszín formáinak ismerete, Budapest, 1926
20. A Föld, Budapest, 1926
21. Földrajzi és Statisztikai Atlasz, Budapest, 1927
22. Repülőgéppel a föld körül. Ifjúsági regény; Franklin Ny., Bp., 1927 (Ifjúság és Élet könyvei)
23. Utazás a sátán szekerén. Ifjúsági regény. 1–2. rész; Bíró Ny., Bp., 1928
24. Magyarország földrajza, Budapest, 1929
25. Hazánk és népünk egy ezredéven át. A magyarság hajdan és most, Budapest, 1930 k.
26. A napsugár diadala; Singer-Wolfner, Bp., 1930 (A Föld titkai)
27. Az ember drámája; Singer és Wolfner, Bp., 1930 (A Föld titkai)
28. Az Egyenlítőtől a Sarkvidékig; Singer-Wolfner, Bp., 1930 (A Föld titkai)
29. A jégvilág. A sarkkutatások története; 2. kieg. és átdolg. kiad.; Singer-Wolfner, Bp., 1930
30. Afrika, 1–2.; Lampel, Bp., 1930 (A Magyar Földrajzi Társaság könyvtára)
31. A tenger; Singer-Wolfner, Bp., 1931 (A Föld titkai)
32. A Föld megismerésének története; Singer-Wolfner, Bp., 1932
33. A fölfedezések története; Singer-Wolfner, Bp., 1932
34. Erdőn, mezőn, sivatagon át; Singer-Wolfner, Bp., 1933 (Milliók könyve – az ifjúságnak)
35. Utazásom Amerikában Teleki Pál gróffal; Vajda-Wichmann, Bp., 1934
36. A Kárpátoktól az Adriáig. Nagy-Magyarország írásban és képekben; Somló Béla, Bp., 1934
37. Égen, földön. Földrajzi értekezések; Franklin, Bp., 1935 (A Magyar Földrajzi Társaság könyvtára)
38. Európa; Franklin, Bp., 1936
39. A Föld és élete, Budapest, 1936–37, (6 kötet, összesen 3618 oldal)
40. Balaton; Franklin, Bp., 1937
41. Veszprém; Árpád Ny., Kalocsa, 1938 (A Balatoni Társaság könyvtára)
42. Mendöl Tibor–Cholnoky Jenő: Északi- és Déli-Sark; Révai, Bp., 1938 (A föld felfedezői és meghódítói)
43. Európa, Kisázsia, Belső- és Kelet-Ázsia; Révai, Bp., 1938 (A föld felfedezői és meghódítói)
44. A Földközi-tenger; Franklin, Bp., 1939 (A Magyar Földrajzi Társaság könyvtára)
45. A tenger; Singer-Wolfner, Bp., 1939
46. Kőrösi Csoma Sándor; Athenaeum, Bp., 1940
47. A csillagoktól a tengerfenékig, 1–4.; Franklin, Bp., 1940
48. Erdélyi képek; Franklin, Bp., 1941 (A Magyar Földrajzi Társaság könyvtára)
49. Utazásaim, élményeim, kalandjaim; Pantheon, Bp., 1942
50. A sivatag; Franklin, Bp., 1943 (A Magyar Földrajzi Társaság könyvtára) (MEK)
51. A mindig szép Balaton. Válogatás Cholnoky Jenő írásaiból, 1914–1944; szerk., szöveggond., jegyz. Németh Ákosné; Önkormányzat–Városi Könyvtár és Helytörténeti Gyűjtemény, Balatonfüred–Veszprém, 2004

## Források

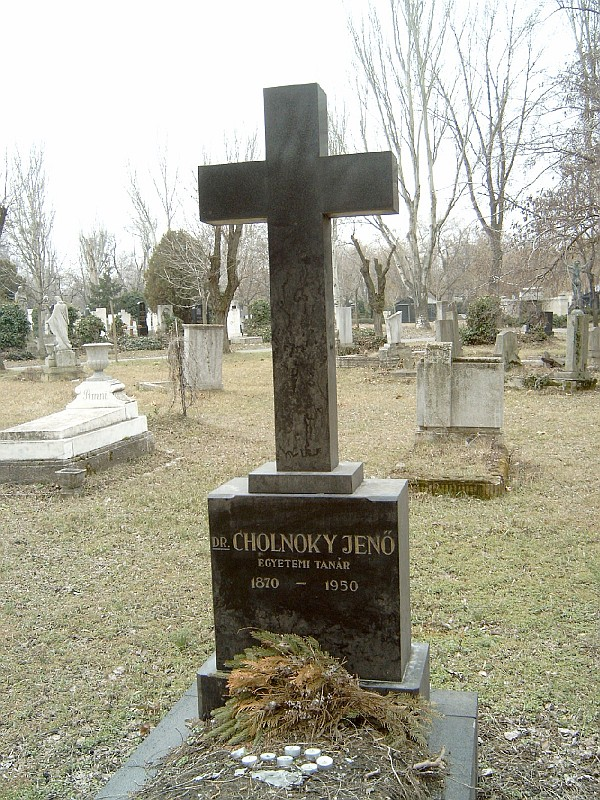
Sírja a Fiumei úti sírkertben (33-2-31)